# Attaque au couteau

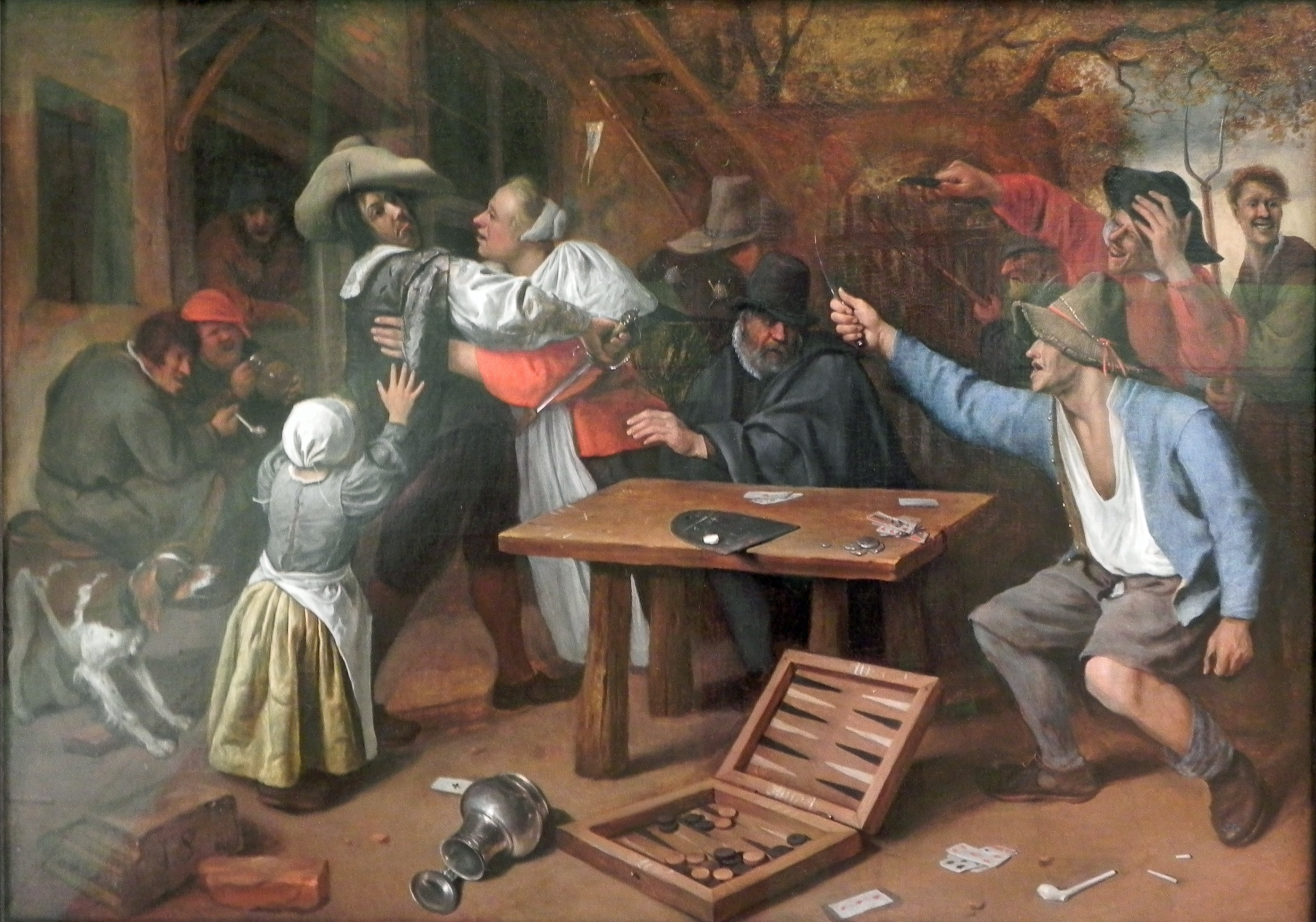
Joueurs de cartes se querellant, de Jan Steen, 1664-1665.

Une attaque au couteau est une agression physique violente entre deux personnes ou plus, durant laquelle au moins une personne est armée d'un couteau,. L'expression est généralement utilisée pour toute attaque avec une arme blanche du même type qu'un couteau.